# Phép cược Pascal

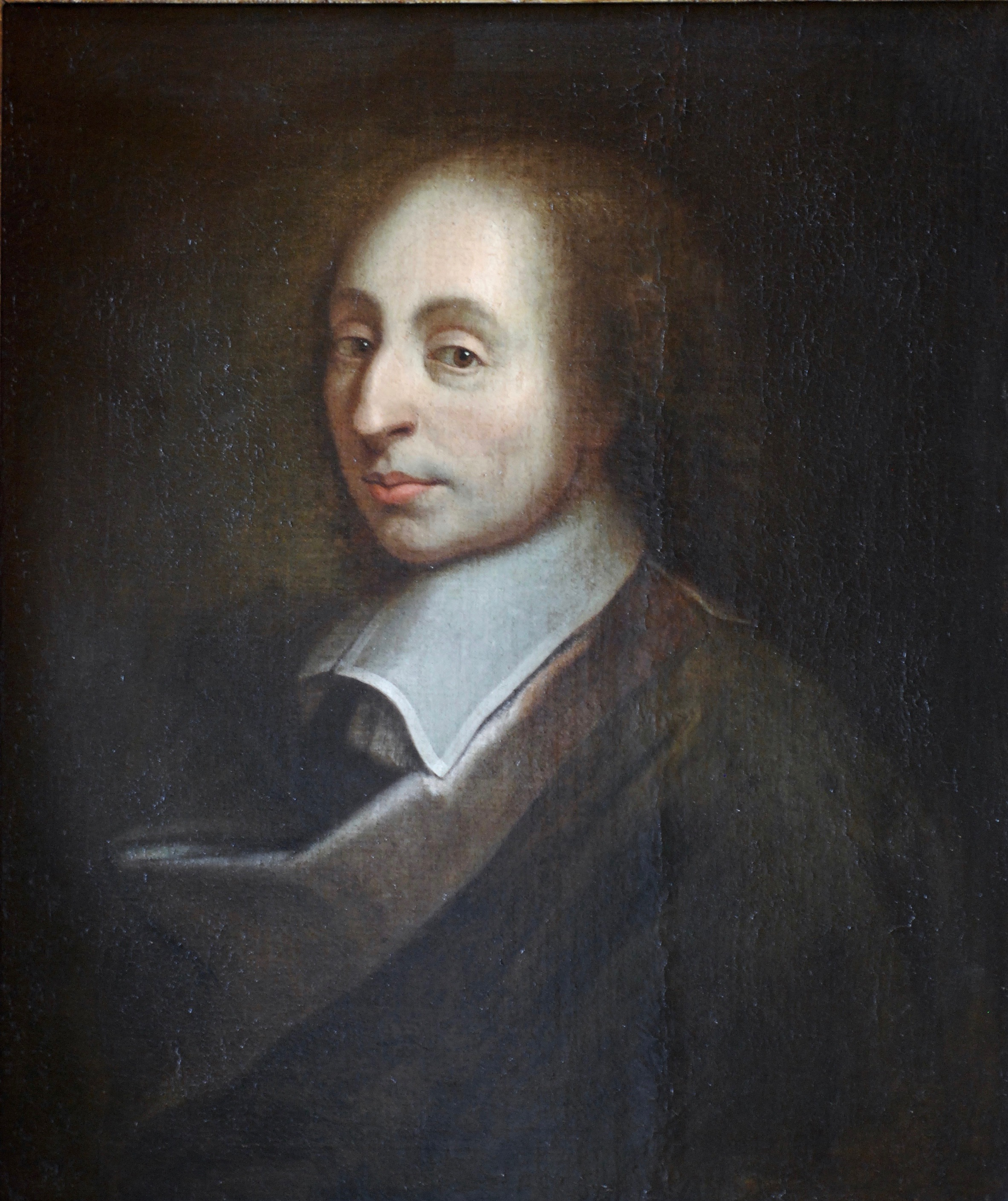
Blaise Pascal (1623–1662)

Phép cược của Pascal (tiếng Pháp: Pari de Pascal hay tiếng Anh: Pascal's Wager) là một lập luận triết học được đưa ra bởi nhà toán học và triết học người Pháp Blaise Pascal (1623-1662) trong tác phẩm "Pensées" (Những suy tưởng) của ông. Đây là một lập luận mang tính thực dụng để biện minh cho việc tin vào sự tồn tại của Thiên Chúa, dựa trên phân tích về lợi ích và rủi ro tiềm tàng của niềm tin hoặc không tin.

## Lý luận của phép cược Pascal
Cốt lõi của phép cược Pascal là một bài toán quyết định giữa hai lựa chọn đối lập (tin vào Thiên Chúa hoặc không tin) trong bối cảnh không có đủ bằng chứng về chân lý của mỗi lựa chọn. Pascal lập luận rằng:
- Nếu Thiên Chúa tồn tại và bạn tin: Bạn nhận được phần thưởng vô hạn (Thiên Đàng).
- Nếu Thiên Chúa tồn tại và bạn không tin: Bạn nhận được hình phạt vô hạn (Địa Ngục).
- Nếu Thiên Chúa không tồn tại và bạn tin: Bạn mất một số lợi ích hữu hạn, không đáng kể trong cuộc sống.
- Nếu Thiên Chúa không tồn tại và bạn không tin: Bạn có được một số lợi ích hữu hạn, không đáng kể.

|                    | Nếu Chúa tồn tại   | Nếu Chúa không tồn tại         |
| ------------------ | ------------------ | ------------------------------ |
| Tin vào Chúa       | Phần thưởng vô hạn | Lợi ích hữu hạn, không đáng kể |
| Không tin vào Chúa | Trừng phạt vô hạn  | Lợi ích hữu hạn, không đáng kể |

Pascal kết luận rằng lựa chọn hợp lý nhất là tin vào Thiên Chúa, vì tiềm năng được lợi vô hạn lớn hơn bất kỳ tổn thất hữu hạn nào.

## Các phiên bản của phép cược Pascal
Theo các học giả đương đại, có ít nhất bốn phiên bản của phép cược Pascal trong tác phẩm "Pensées" của ông. Mỗi phiên bản có những lập luận và trọng tâm khác nhau, nhưng đều hướng đến mục đích biện minh cho niềm tin tôn giáo dựa trên lý luận thực dụng.

## Các giải thích và phân tích về phép cược Pascal

### Góc nhìn của William James và Semyon Frank
William James và Semyon Frank đã đưa ra hai cách diễn giải khác nhau về phép cược của Pascal. Cả hai nhà tư tưởng này đều quan tâm đến khía cạnh kinh nghiệm tôn giáo trong lập luận của Pascal. Sự so sánh giữa hai cách diễn giải này cho phép hiểu sâu hơn về tinh thần triết học của cả James và Frank.
James, với tư cách là một triết gia thực dụng Mỹ, và Frank, một triết gia Nga, đã có những điểm tương đồng và khác biệt trong cách họ tiếp cận phép cược của Pascal. Cách tiếp cận của họ cung cấp nền tảng để khẳng định rằng, dựa trên truyền thống trí tuệ bản địa, cả kinh nghiệm tôn giáo và triết học tôn giáo đều được "tích hợp" vào nhau.

### Góc nhìn từ chủ nghĩa hậu quả nhận thức
Một cách tiếp cận khác đối với phép cược Pascal là thông qua lăng kính của chủ nghĩa hậu quả nhận thức (epistemic consequentialism) - quan điểm cho rằng sự tốt đẹp về mặt nhận thức quan trọng hơn tính đúng đắn về mặt nhận thức. Từ góc độ này, có thể có lý do nhận thức để tin vào Thiên Chúa. Nếu có thể dành thời gian vô hạn để hỏi một đấng toàn tri bất cứ điều gì, lợi ích nhận thức tiềm năng sẽ rất lớn.

### So sánh kinh Phật với phép cược Pascal
Trong kinh Không Gì Chuyển Hướng (tiếng Pali: apaṇṇakasutta) thuộc Phật giáo, một trong những giáo lý sớm nhất được ghi lại của Thích-ca Mâu-ni, có một lập luận để chấp nhận các học thuyết về nghiệp (karma) và tái sinh mà các học giả Phật giáo cho rằng đã báo trước phép cược của Pascal. Lập luận này thường được gọi là "phép cược của Đức Phật" (Buddha's wager). Trong một kinh Phật giáo khác là Kinh Kalama (tiếng Pali: kalamasutta) cũng đề cập đến lý do thực dụng (prudential reasons) khi lựa chọn giống Phép cược Pascal, điểm khác biệt là kinh Kalama khẳng định rằng sống thiện lành đã đủ đúng đắn và mang lại hạnh phúc, ngay cả khi không có nghiệp báo hay phần thưởng sau khi chết, trong khi Pascal đặt trọng tâm vào phần thưởng siêu hình.

## Các ứng dụng hiện đại của phép cược Pascal

### Trong y học
Phép cược Pascal đã được ứng dụng trong lĩnh vực y học, đặc biệt là trong việc xem xét sử dụng Rapamycin như một loại thuốc có tiềm năng kéo dài tuổi thọ. Cách tiếp cận này cân nhắc những lợi ích và rủi ro tiềm tàng của việc sử dụng hoặc không sử dụng loại thuốc này, áp dụng logic tương tự như phép cược Pascal.

### Trong các quyết định sinh sản
Phép cược Pascal cũng được ứng dụng trong việc phân tích các quyết định về sinh con, xem xét các kết quả có thể xảy ra và giá trị kỳ vọng của chúng trong bối cảnh không chắc chắn.

## Phê bình và phản biện

### "Many Gods Objection"
Một trong những phản đối phổ biến nhất đối với phép cược Pascal là "phản đối nhiều vị thần" (Many Gods Objection). Phản đối này cho rằng phép cược không chỉ giới hạn ở hai lựa chọn (Thiên Chúa của Kitô giáo tồn tại hoặc không tồn tại) mà còn có khả năng tồn tại của nhiều vị thần khác từ các tôn giáo khác nhau.  Mỗi vị thần lại có những yêu cầu, phần thưởng hoặc hình phạt riêng biệt nên việc tin và không tin không hẳn sẽ tạo ra kết quả như trong Phép cược Pascal.

### Hiểu sai và áp dụng sai
Phép cược Pascal thường bị hiểu sai và lấy ra khỏi bối cảnh tổng thể của công trình biện hộ của Pascal. Vì lý do này, nó thường bị giải thích sai và phải chịu nhiều lời chỉ trích không đúng chỗ. Khi được đặt trong bối cảnh thích hợp, phép cược là một biện minh khéo léo cho đức tin Kitô giáo, được xây dựng để làm cho người hoài nghi suy nghĩ lại về lập trường của mình và suy ngẫm về tầm quan trọng của đức tin Kitô giáo.